# Communauté rurale de Fissel
La communauté rurale de Fissel est une communauté rurale du Sénégal située à l'ouest du pays. 
Elle fait partie de l'arrondissement de Fissel, du département de M'bour et de la région de Thiès.